# 北勢鉄道モハニ50形電車
北勢鉄道モハニ50形電車（ほくせいてつどうモハニ50がたでんしゃ）は北勢鉄道（現在の三岐鉄道北勢線）がその電化にあたり新造した、旅客・荷物合造電車である。

## 概要
1931年7月8日の六石 - 阿下喜間延長および全線電化開業に合わせて、モハニ50形モハニ50 - モハニ55の6両が電気機関車の20形20・21と共に名古屋の日本車輌製造本店で製造された。
その後、これら6両は1944年2月11日に実施された三重県下の鉄軌道の三重交通への統合で三重交通籍に編入され、762 mm軌間用電車としては松阪電気鉄道からの承継車であるモニ201形（旧デ31形）、それに四日市鉄道からの承継車であるモニ211形（旧デハニ51形）に続けてモニ221形モニ221 - モニ226へ改番された。
1949年3月にはやはり日本車輌製造本店でほぼ同型のモニ227 - モニ229の3両が追加製造された。これら3両はモニ227が北勢線に、モニ228・モニ229が三重線へ分散配置され、松阪線を除く三重交通の762 mm軌間各線で運用される電車の代表形式となった。

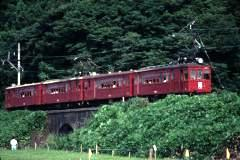
近鉄北勢線時代のモ222を先頭とする4両編成。写真左からク223-モ224+ク221-モ222（1991年8月16日 上笠田 - 楚原）
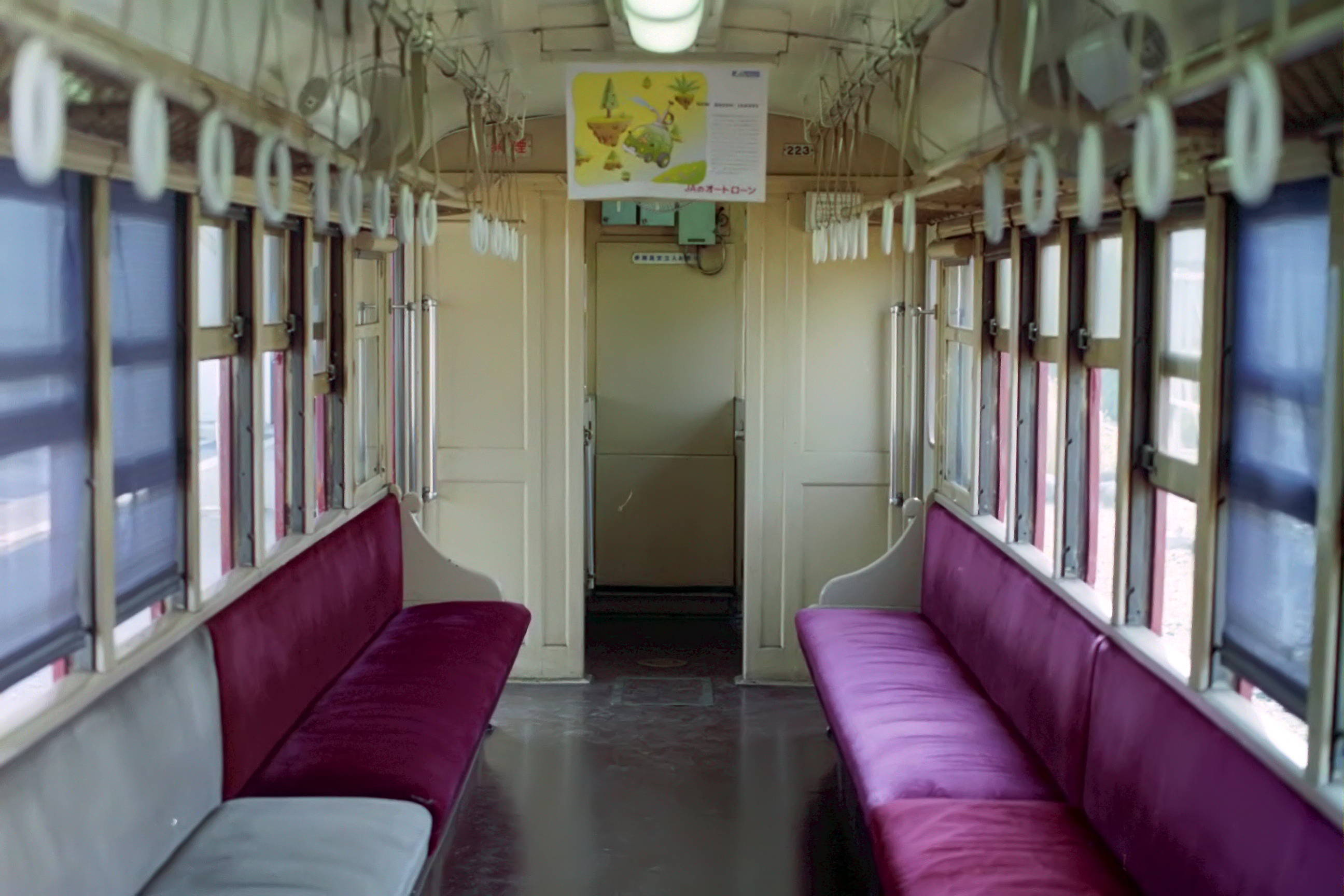
近鉄北勢線時代のモ223の車内（1992年9月6日 北大社駅）

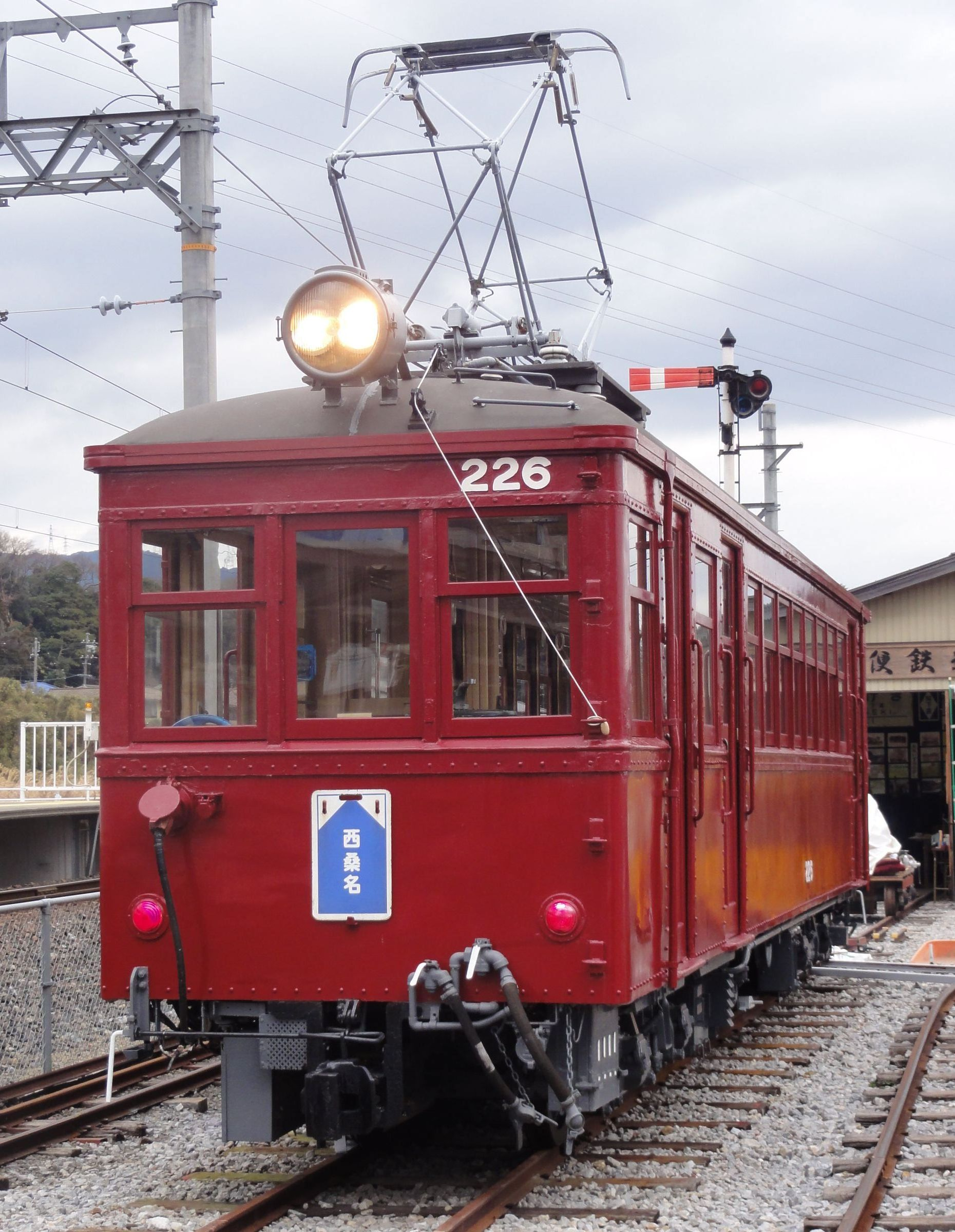
復元後のモニ226(2012年)
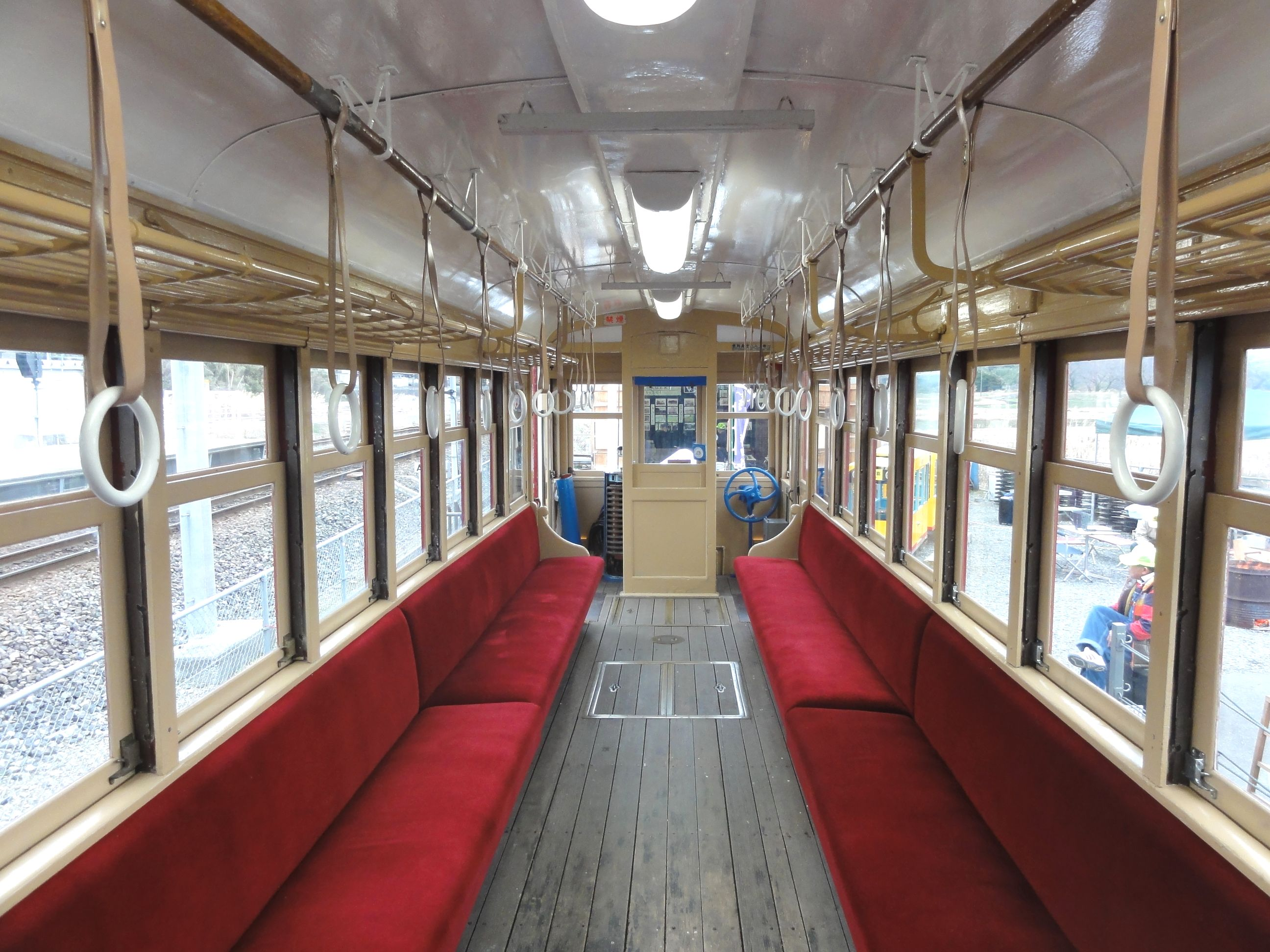
復元後のモニ226・車内(2012年)
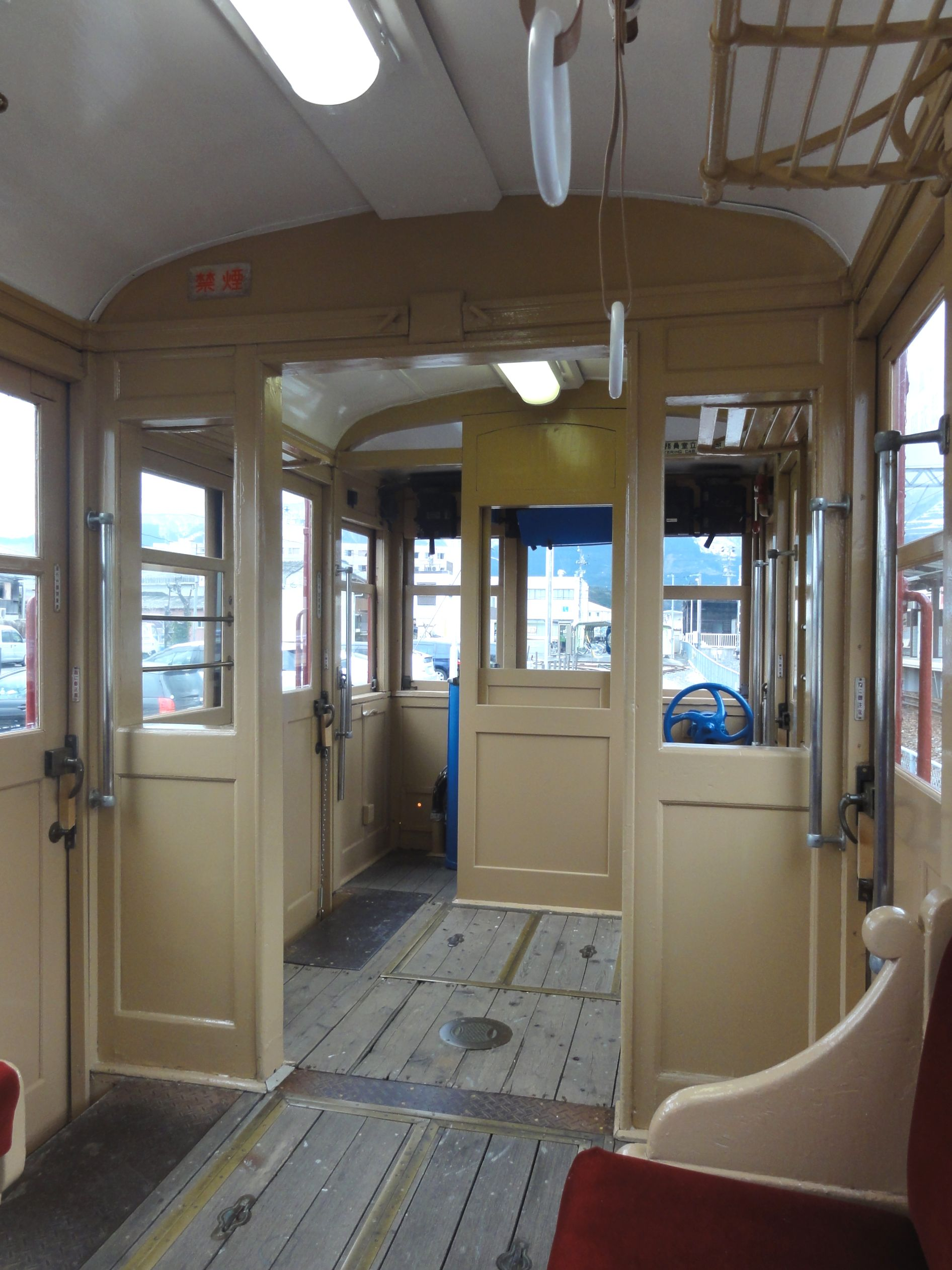
復元後のモニ226・荷物室(2012年)

## 車体
車体長11 m級の半鋼製車体を備える。
構体主要部は窓の上下にそれぞれウィンドウ・ヘッダー、ウィンドウ・シルと呼ばれる補強帯を露出状態で取り付け、リベットで主要部材を接合する、設計当時としては一般的な設計・工作手法による。
内装は木製で、さらにその上に同じく木製の屋根板に防水用の屋根布で覆ったものを載せており、座席はロングシートを扉間に設置する。
戦前製は車体が鋲接組み立てであったが、戦後製は設計そのものはほとんど変えずに溶接構造に変更されており、外観がすっきりとしたものとなった。
側窓配置は1d（1）D（1）6（1）D1（d：荷物室扉、D：客用扉、（1）：戸袋窓、数字：窓数）で前面が3枚窓構成、と近隣の四日市鉄道が先に導入していたデハニ51形（1928年田中車両製。後の近鉄モニ210形）と同様である。もっとも、製造時期が3年遅い分リベットの数が減り、また、その間の車両設計製造技術の進歩を受けて鈍重な1段下降式窓ではなく、上下寸法の大きな2段上昇式窓となったため、重厚な印象のデハニ51と比して明朗かつ軽快な造形にまとまっている。
前照灯は妻面の屋根上中央に白熱電球を1灯、独立した筒型灯具に収めて取り付けられ、標識灯は戦前型は腰板左に1灯、戦後型は腰板左右に各1灯、埋め込み式で取り付けてあった。

## 主要機器

### 電装品
軽快な外観とは裏腹に、電装品は四日市鉄道モハニ51形と比較して大差ない。
各車の運転台に備えられた三菱電機KR-8直接制御器に同じく三菱電機MB-216ARという当時の軽便電車用モーターとしては比較的大出力の主電動機を2基ずつ組み合わせて永久直列とし、これら2組を抵抗の挿抜を組み合わせた上で直並列制御する、路面電車並みの直接制御車である。もっとも、東京市電払い下げ車をもって電化開業し、トロリーポールを集電装置に用いていた四日市鉄道とは異なり、当初より架線がシンプルカテナリとされたため、三菱電機製の菱枠パンタグラフを装備していた。
この機器構成はあくまで従来の客車を複数牽引して両端駅で編成を入れ替える、蒸気機関車時代と同じ運用形態で用いられることを前提としていた。その意味では前時代的な運用構想であった。それは総括制御という電車化の重要なメリットの一つを捨てることを意味していた。

### 台車

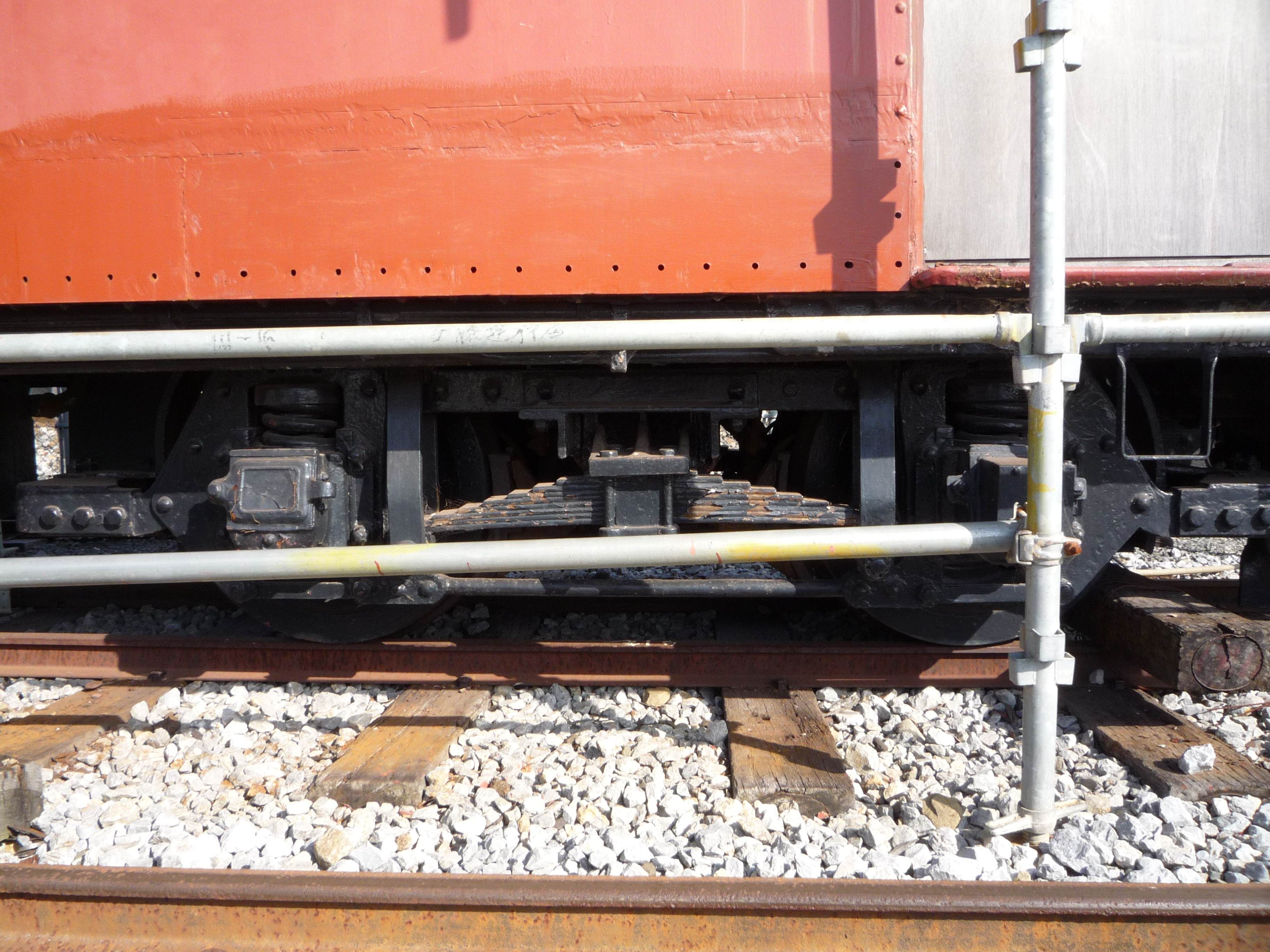
日本車輌製造NKC-1（C-9）形台車（2009年3月 三岐鉄道北勢線阿下喜駅）

日本車輌製造NKC-1が採用された。これは、ボールドウィンやJ.G.ブリルといった米国メーカー製の路面電車用台車を模倣した、リンク支持の板ばねによる枕ばねを備える軸ばね式台車であり、一般には日車C-9形台車として知られているものである。

### ブレーキ
シンプルな非常弁付き直通空気ブレーキ（SMEブレーキ）が採用された。これは連結運転は行うものの、自動ブレーキが必要になるほどの高速運転を行う必要性も、長大編成を組成する可能性も、共に無かったことを示すものであった。

### 連結器
在来車と共通で、基準面からの高さ380 mmの位置にピン・リンク式連結器が取り付けられていたが、近鉄合併後に北勢線では増解結作業の簡易化を目的として連結器の自動連結器への換装が進められた。一方で、内部・八王子線では1977年の北勢線近代化による同線の余剰車転入時に、既存車に対しても同種の改造がなされた。このため、本形式は最終的に全車とも、上作用式の並形自動連結器を約3/4に縮小した形状の自動連結器への交換が実施されている。

## 運用

### 近代化以前
本形式は全線開業となった北勢鉄道の主力車として、北勢電気鉄道（1934年）→三重交通北勢線（1944年）→三重電鉄北勢線（1964年）→近畿日本鉄道北勢線（1965年）とめまぐるしく社名が変更される間、他線に移動することなく使用され続けた。三重線用として新造されたモニ228・モニ229は1964年の湯の山線改軌により、もっぱら内部・八王子線で使用されることとなった。その後、1965年に三重電鉄が近鉄へ合併されたことにより、塗装がマルーン1色への塗り替えと、形式称号のモニ220形への変更が実施された。
1971年のモ200形の電装解除後は、1977年の270系導入まで北勢線唯一の電動車形式としてほぼ原形を保ったまま運用され続けた。

### 近代化以後

#### 北勢線
1977年の270系投入開始で北勢線の電動車数が余剰を来したため、モニ225 - モニ227の3両は内部・八王子線へ転籍、残るモニ221 - モニ224についてもモニ221・モニ223の電装を解除、荷物室を廃止、西桑名寄り妻面に貫通路を設置して阿下喜向きの片運転台式制御車であるク220形ク221・223へ改造し、モニ222・モニ224は荷物室を廃止して阿下喜寄りに貫通路を設置、方向転換の上で西桑名向きの片運転台式制御電動車であるモ220形モ222・モ224へ改造、両形式を背中合わせに連結してク221+モ222、ク223+モ224と2両固定編成2本を構成するよう編成組み替えを行なった。
この際、モ222・モ224については制御器を総括制御式のHL-8Sに交換、ブレーキは中継弁付きのAMA-RおよびACA-R（ARブレーキ）とし、ドアエンジンを設置して客用扉を自動化、サービス電源として電動発電機を搭載、台車は主電動機を外されたク220形用が区別の必要からNKC-1Aへ形式変更され、空気圧縮機はク221・ク223に従来通りのDH-25を搭載して機器の分散配置を実施し、間接制御化に伴う電動車の自重増大を最小限に抑制した。
また、これに伴い前照灯もシールドビーム化され、従来のケーシングに横並びで収めることで2灯化している。なお、前照灯のシールドビーム化はモニ225 - モニ227にも相前後して実施されたが、内部・八王子線用のモニ228・モニ229には廃車になるまで実施されなかった。
なお、編成は両端に旧荷物室が来るように再編され、窓配置は各車とも旧荷物室窓が埋められて1dD(1)6(1)D1となり、旧荷物室扉が手動の引戸のままで乗務員扉化された。その後、乗務員扉は開戸に改造されている。
こうして近代化工事が施工されたこれら4両であるが、内部・八王子線用サ120形のような内装の徹底的な更新は実施されなかったため、接客設備面で見劣りし、また1931年製で製造から60年以上が経過して老朽化が著しくなったため、1992年8月のさよなら運転をもって4両全車が運用から外され、同年9月、全車廃車解体された。

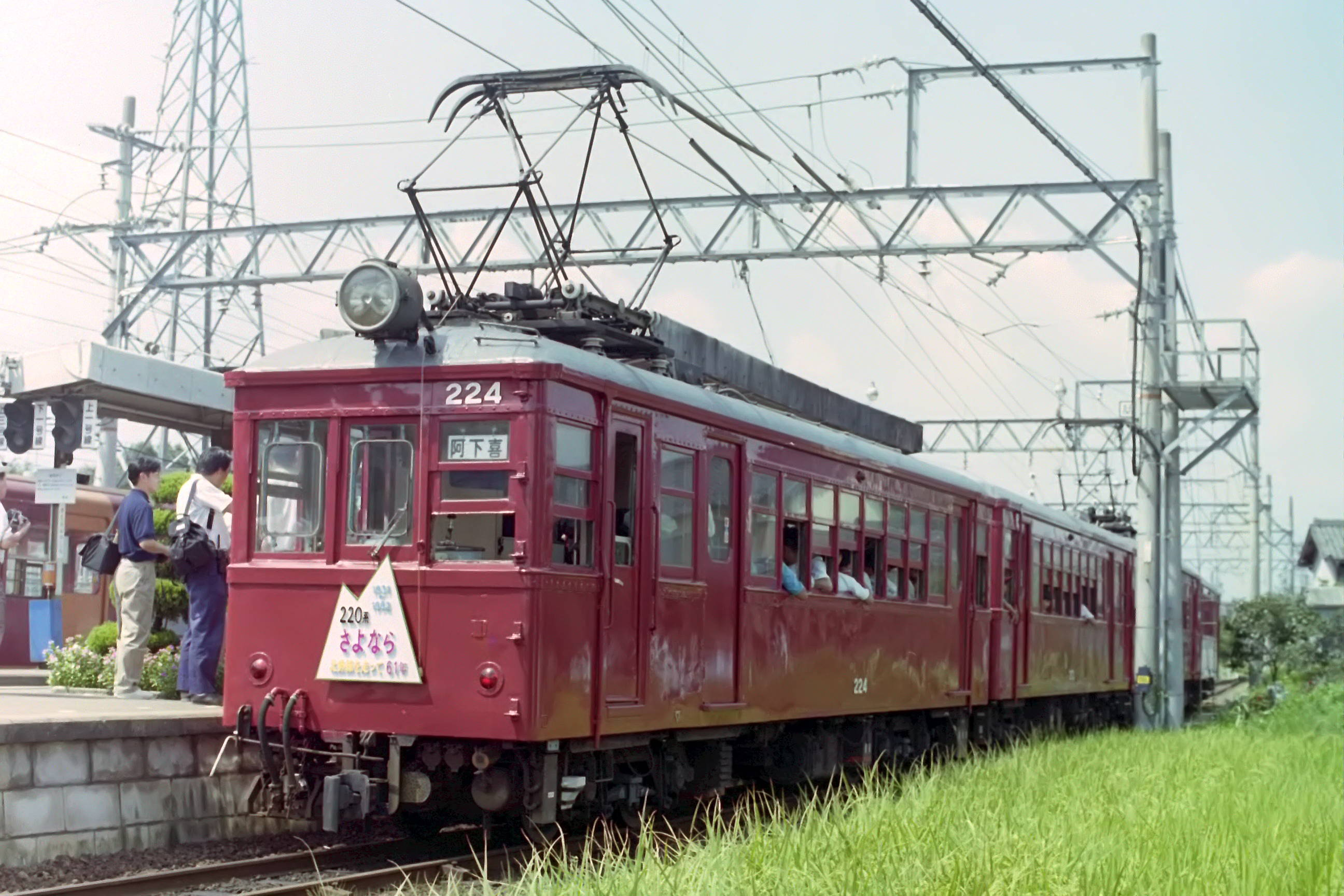
モ224（1992年9月6日 北大社駅）
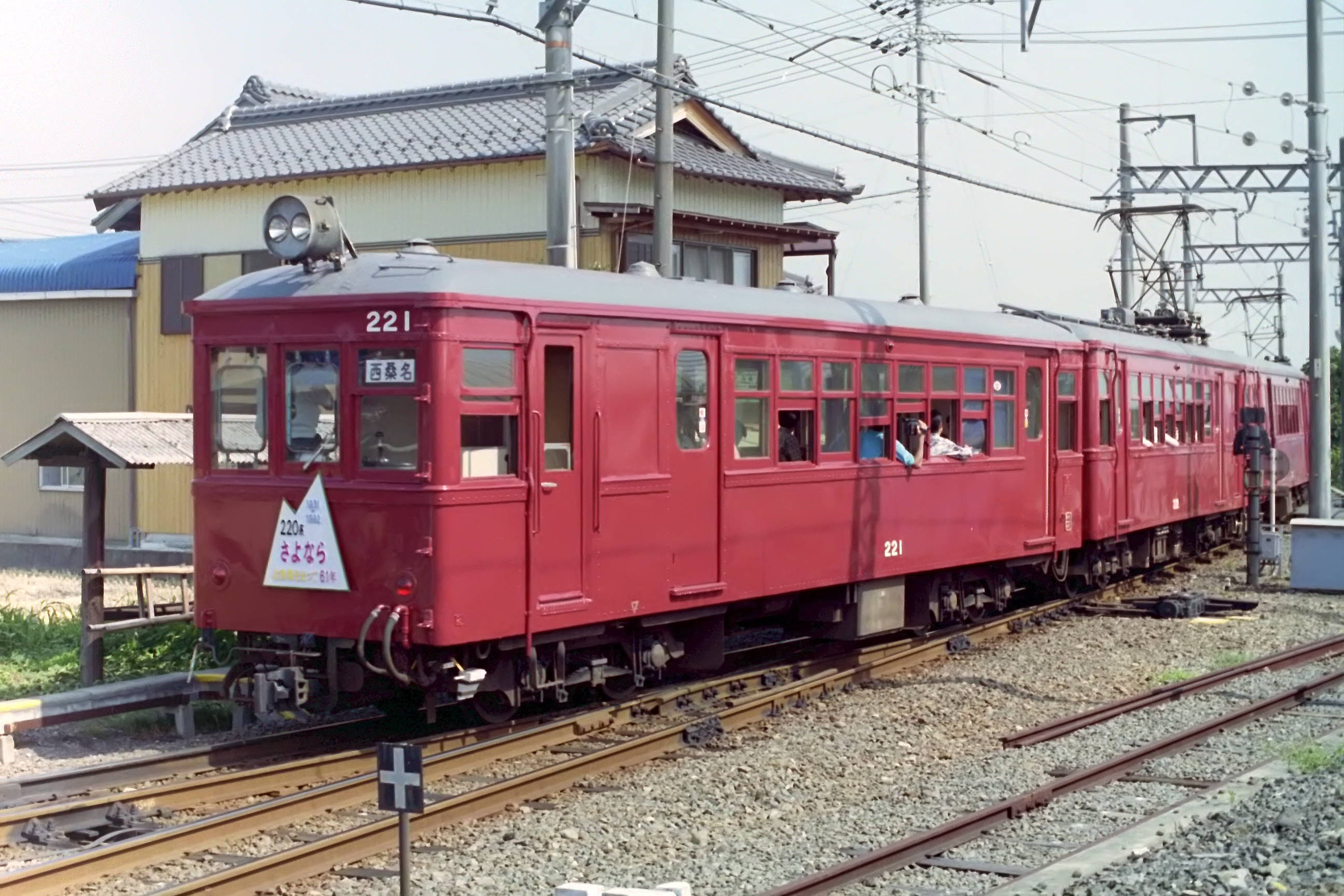
ク221（1992年9月6日 北大社駅）

#### 内部・八王子線

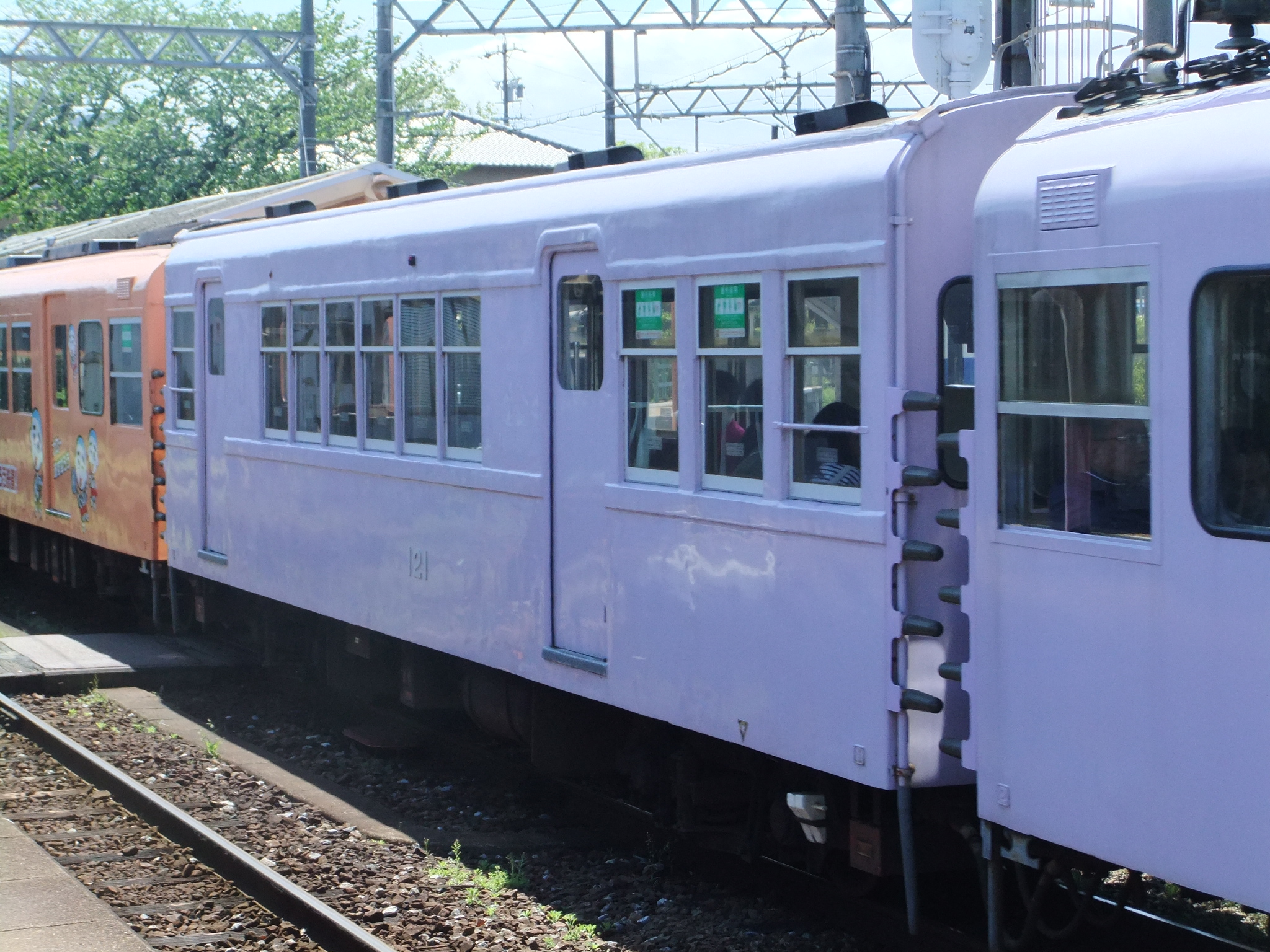
サ121

1977年の北勢線近代化で余剰となったモニ225 - モニ227の3両は内部・八王子線に転籍し、これによって在来車の内、1形式1両であったモ231・モ241などの異端車が淘汰された。
以後、両線の主力車としてモニ210形と共に運用されていたが、1982年の近代化事業に伴う260系の入線開始で戦前製のモニ225・モニ226の廃車と、戦後製で車齢の若いモニ227 - モニ229のサ120形サ121 - サ123への大改造が実施された。
サ120形への改造は、側窓の上段下降、下段固定式アルミサッシへの交換、荷物室撤去に伴う窓配置の変更、木材が多用されていた内装の不燃化に伴う全面改装、乗り心地改善を目的とした台車の改造電装解除とブレーキの中継弁付きATA-Rへの変更、客用扉のドアエンジン設置に伴う自動扉化、貫通路および車外スピーカーの設置などで、構体を残してほぼ新造したに等しい大改装となったが、側面にはウィンドウ・シルとウィンドウ・ヘッダーが残されており、他形式と比較して古風な印象があるのは否めない。また、座席はロングシートで、モケットは赤からオレンジに変更されており、車体塗装も260系に準じて従来通りのマルーンを基調としつつ、車体裾部と側扉部をオレンジ色に塗り分けた特殊狭軌線新標準色となっている。
その後、1994年から1995年にかけて保安性向上を目的として実施された、ブレーキのHSC電磁直通ブレーキへの改造に際し、台車の乗り心地改善を目的とした再改造が実施され、板ばねを廃してダンパ付きコイルばねを下揺れ枕上に乗せる、近代的な構造のNKC-2となって現在に至っている。四日市あすなろう鉄道移管後、2015年9月にサ123が新造のサ181と交代して引退。残りの車両も順次引退し、廃車解体された。。

## 保存車

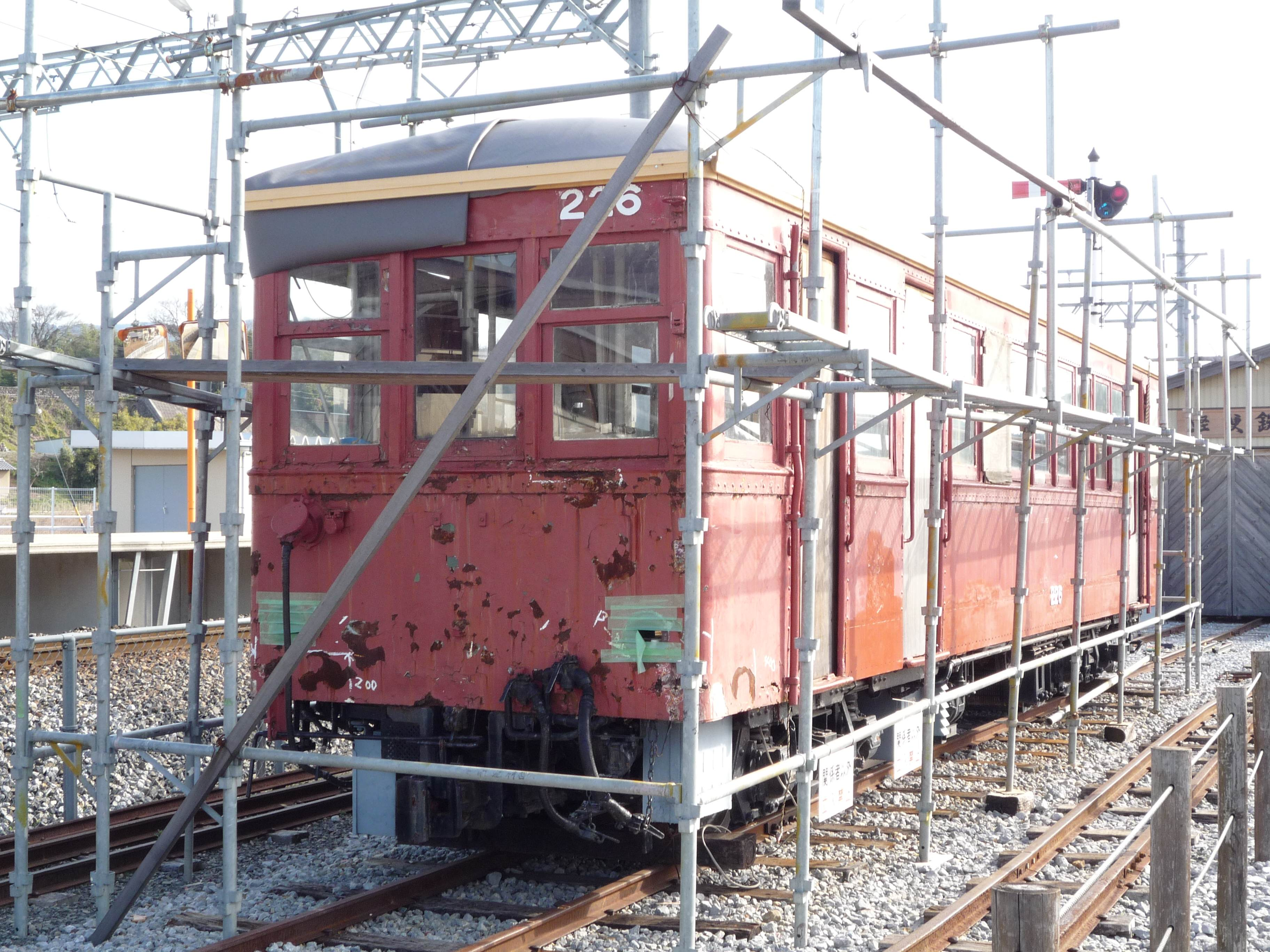
阿下喜駅で復元中のモニ226（2009年3月 三岐鉄道北勢線阿下喜駅）

本形式の内、1983年に廃車となったモニ226が四日市スポーツランドにて静態保存されていたが、2007年にいなべ市が譲り受けて三岐鉄道北勢線阿下喜駅にある軽便鉄道博物館に移送された。移送後に市民グループ「北勢線とまち育みを考える会（ASITA）」により4年がかりで修復作業が行なわれた。修復完了後の2011年11月より一般公開されている。2022年頃から雨漏りが生じたため、2024年に屋根の張り替えが行われることになった。